# 490 هـ
490 هـ هي سنة في التقويم الهجري امتدت مقابلةً في التقويم الميلادي بين سنتي 1096 و1097.

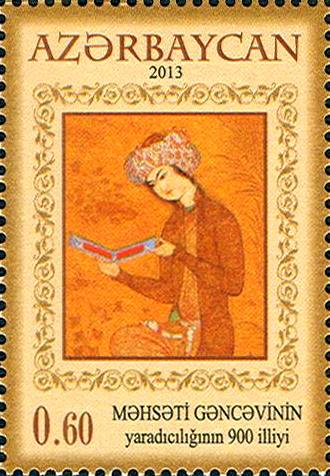
مهستي الكنجوية

## أحداث
- بداية الحملة الصليبية الأولى (1096م–1099م) هي حملة عسكرية شنها الصليبيون تلبية للدعوة التي أطلقها البابا أوربان الثاني سنة 1095م في كليرمونت جنوب فرنسا من أجل تخليص القدس وعموم الأراضي المقدسة من أيدي المسلمين وإرجاعها للسيطرة المسيحية.

## مواليد
- أبو النجيب السهروردي
- ابن الزقاق البلنسي
- عين القضاة الهمداني
- مهستي الكنجوية

## وفيات
- شمس الأئمة السرخسي
- عبد الجبار بن المعتمد
- نصر المقدسي
- أنوش طغين غارتشاي